# Palasport di San Siro
Il palasport di San Siro, ufficialmente palazzetto dello sport di Milano o colloquialmente Palazzone, era un'arena coperta senza colonne intermedie, a pianta circolare e con profilo a doppia curvatura (a sella di cavallo) edificata a fianco dello stadio Giuseppe Meazza di Milano, precisamente tra via Federico Tesio e via Patroclo.

## Storia

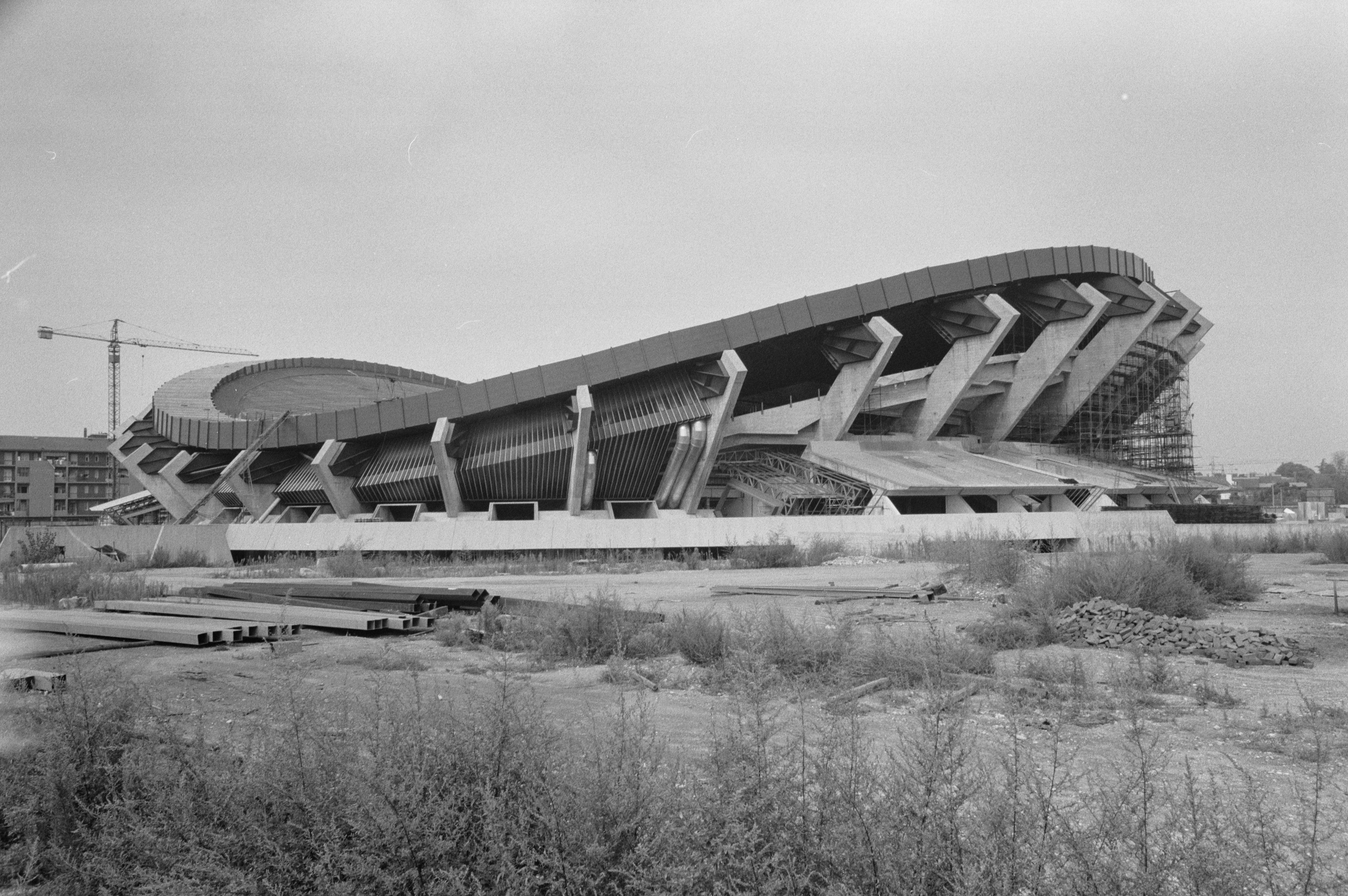
Vista esterna del palasport durante la costruzione, settembre 1974.

Inaugurato nel 1976, l'impianto polifunzionale poteva accogliere fino a 18.000 spettatori per competizioni di atletica leggera (fu la sede dei Campionati europei di atletica leggera indoor del 1978 e del 1982) e di ciclismo, oltre che manifestazioni e spettacoli di vario tipo, e fu anche l'arena casalinga della squadra di pallacanestro Olimpia Milano.
Il 17 gennaio 1985, a causa di un'eccezionale nevicata, la tensostruttura in cavi di acciaio che reggeva il manto di copertura subì un dissesto improvviso che comportò l'abbassamento dello stesso di alcuni metri. Infatti un concio dell'anello metallico a cui era ancorata la tensostruttura si instabilizzò, provocando l'accorciamento improvviso della circonferenza dell'anello e quindi il citato abbassamento. La copertura, pur danneggiata, continuò a sopportare tutto il carico della neve valutata in circa 800 tonnellate, corrispondente a una coltre di neve spessa dagli 80 ai 100 cm. Si trattava di una quantità inconsueta – infatti superava di gran lunga quella prevista dalle norme di legge per cui era stata dimensionata la copertura (circa 60 cm) – ma che storicamente non era una novità per Milano.
A causa dei pluviali ostruiti, a nulla valsero i tentativi di ridurre il carico gettando acqua calda sul tetto (che anzi ghiacciò aumentando il carico) e alzando la temperatura interna all'edificio. Due settimane dopo, il palasport avrebbe dovuto essere teatro del primo concerto degli U2 in Italia; l'evento fu quindi spostato al Palatenda di Lampugnano, una preesistente e rudimentale struttura che era in grado di ospitare a malapena metà dei possessori dei biglietti. Sotto la stessa nevicata crollarono decine e decine di capannoni e molte coperture metalliche in tutta la Lombardia tra cui anche parte della pensilina di copertura degli spalti al velodromo Vigorelli di Milano.
A seguito del dissesto, la struttura rimase inspiegabilmente abbandonata aggravando il deperimento causato dalle intemperie; infatti, già dall'estate del 1986 il palazzetto risultava irriconoscibile. I responsabili dell'opera, in vista della costruzione di un nuovo impianto più grande e più moderno che sarebbe dovuto sorgere sulla stessa area, decisero per la demolizione totale. Lo spazio in cui sorgeva il palazzetto fu interdetto all'accesso e l'area si trasformò, con il tempo, in un piccolo bosco. Successivamente, nell'ambito dei lavori per la realizzazione della tratta della linea metropolitana M5 S. Siro-Garibaldi, vi si realizzò una fossa per riversarvi il materiale scavato.
Per compensare l'inaccessibilità del palasport di San Siro, fu costruita una più anonima tensostruttura non lontano dal Palatenda, inaugurata il 26 settembre 1986 e successivamente ribattezzata PalaTrussardi.

## Nella cultura di massa
La linea architettonica, dall'ardita forma a conchiglia, è stata poi ripresa da altre strutture sportive nel mondo tra cui il "Pengrowth Saddledome" di Calgary e il "Peace and Friendship Stadium" di Atene, fatalmente inaugurato esattamente un mese dopo il disastro del palazzetto.
Il palasport di Milano è stato anche la sede degli unici due concerti tenuti dai Queen in Italia, il 14 e 15 settembre 1984.

## Nei media
L'edificio è stato immortalato nelle sequenze di numerosi film italiani, tra cui: 
- Eccezzziunale... veramente interpretato da Diego Abatantuono
- Ecco noi per esempio... con Adriano Celentano e Renato Pozzetto
- Milano odia: la polizia non può sparare
- Milano rovente e L'uomo della strada fa giustizia di Umberto Lenzi
- Tutto a posto e niente in ordine scritto e diretto da Lina Wertmüller, in cui una scena è girata direttamente all'interno del palazzetto in costruzione. Viene qui mostrato in modo chiaro il reticolo di cavi di acciaio che avrebbero poi sostenuto la copertura

È stato il set del film di Florestano Vancini La baraonda - Passioni popolari, ambientato durante la Sei giorni di ciclismo.
Nel 1976, pochi mesi dopo l'inaugurazione, il palasport ospitò una puntata di Giochi senza frontiere.
Il Palazzone viene citato nella canzone Ventrale degli Offlaga Disco Pax come teatro dell'ultimo record del mondo del salto in alto effettuato tramite questa tecnica (primato ottenuto da Volodymyr Jaščenko ai campionati europei indoor di atletica leggera del 1978). La canzone poi ricorda che «Sette anni dopo quel palasport crollò sotto una nevicata memorabile».